# Vucciria
A Vucciria Palermo egyik történelmi, szabadtéri piaca, amely La Loggia negyedben található.

## Elhelyezkedése
A Vucciria a via Roma, La Cala, Corso Vittorio Emanuele II, via Cassari, Piazza del Garraffello, Via Argenteria nuova, Piazza Caracciolo és Via Maccheronai által közrezárt területen található.

## Név eredete
A Vucciria a bucceria szóból eredhet, amely a francia boucherie szóhoz hasonlóan hentest jelent. Eredetileg Vucciria vágóhídként és húspiacként funkcionált, az Anjouk uralma idején. Később hal-, gyümölcs-, és zöldségfélék árusítása is folyt. A Vucciria szó a palermói dialektusban "zűrzavart" jelent. Manapság a zűrzavar alatt a kofák jellegzetes énekléssel kisért kiáltásából az "abbanniati" miatti hangzavart értik, ami Palermóban ennek a piacnak a jellegzetessége.

## Történelem
A 12. századig nyúlik vissza a mostani Vucciria létrejötte. La Calához, Palermo akkor kikötőjéhez közel esik a terület, így jelentős számban telepedtek le genovai, pisai, velencei kereskedők és árusok. Emellett sok kézműves és iparos is telepedett le a környéken, amik a környékbeli utcaneveken is láthatóak, mint via Chiavettieri ("lakatos"), via Materassai, via dei Tintori ("kelmefestő").
A következő évszazádok alatt némiképp változtattak Vuccirián. A 15. század végére megjelentek katalán és Amalfiból való kereskedők is a piaci környékén.
1783-ban Caracciolo alkirály döntött arról hogy Vucciria külsején kell változtatni, főleg a piacnegyed főterén, ami az ő nevét viseli ma is Piazza Caracciolo néven. A piac körül oszlopcsarnokot építettek, ahová az eladóstandokat tették. A tér közepén pedig szökőkút volt, ahol Palermói Géniusz szobra van.
A piac környékén számos nemesi családhoz köthető palota is található, mint a Palazzo Mazzarino, amely Jules Mazarin családjához tartozott vagy a Palazzo Gravina di Rammacca.

## Jellemzői
A piac-negyedhez tartozó sikátorokban, kistereken levő standokon a szicíliai konyha szinten minden hozzávalója megtalálható. Bőséges halfélékkel és tengeri ételekből álló kínálattal rendelkezik Vucciria: garnélarák, aranydurbincs, sziklahal, tonhal, kardhal, polip, szépia és tintahal kapható.
A street food mozgalom egyik központjának számít Vucciria Olaszországon belül és a movida, az esti korzózás egyik központjának számít Palermóban. Jellemző street food étel a kisütött polip amit citrommal adnak valamint az olyan állati belsőségekből készült ételek, mint a stigghiola , a panelle , Pani ca meusa és a Panelle e crocché.

## Fordítás
Ez a szócikk részben vagy egészben  a   Vucciria című olasz Wikipédia-szócikk fordításán alapul.  Az eredeti cikk szerkesztőit annak laptörténete sorolja fel. Ez a jelzés csupán a megfogalmazás eredetét és a szerzői jogokat jelzi, nem szolgál a cikkben szereplő információk forrásmegjelöléseként.

## Galéria

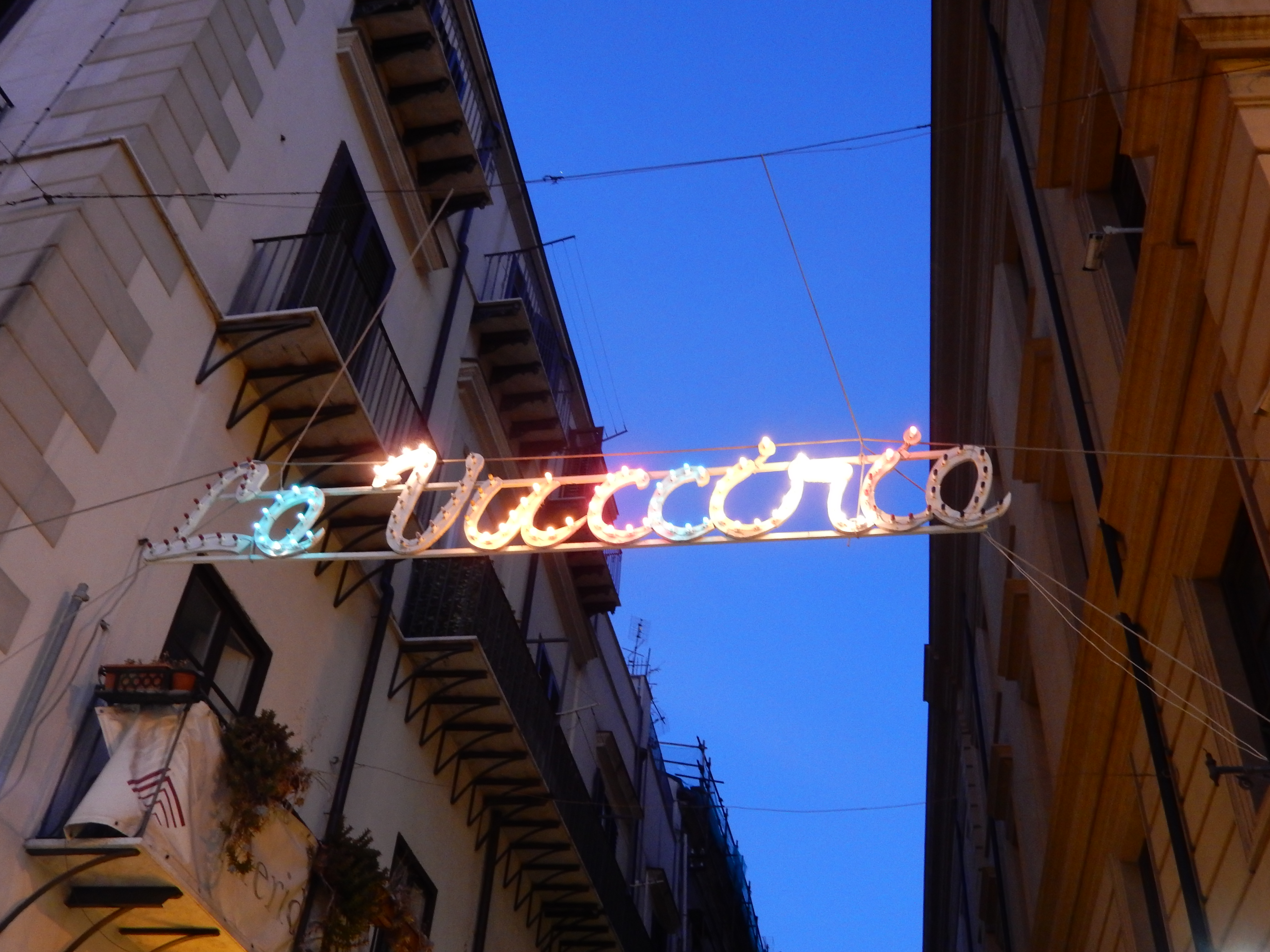
A piacnegyed bejáratát jelző neonfény
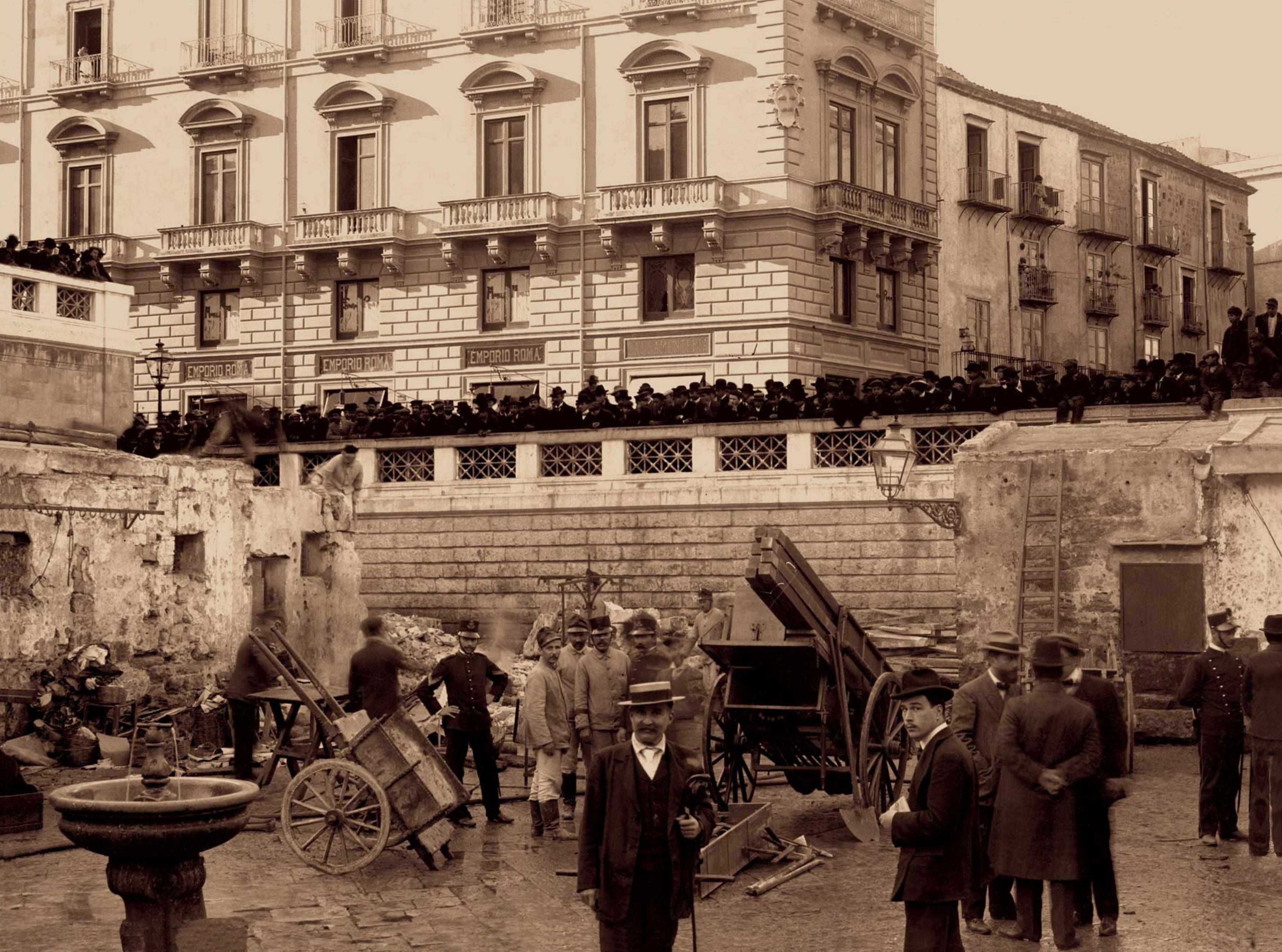
Vucciria 1910 előtt
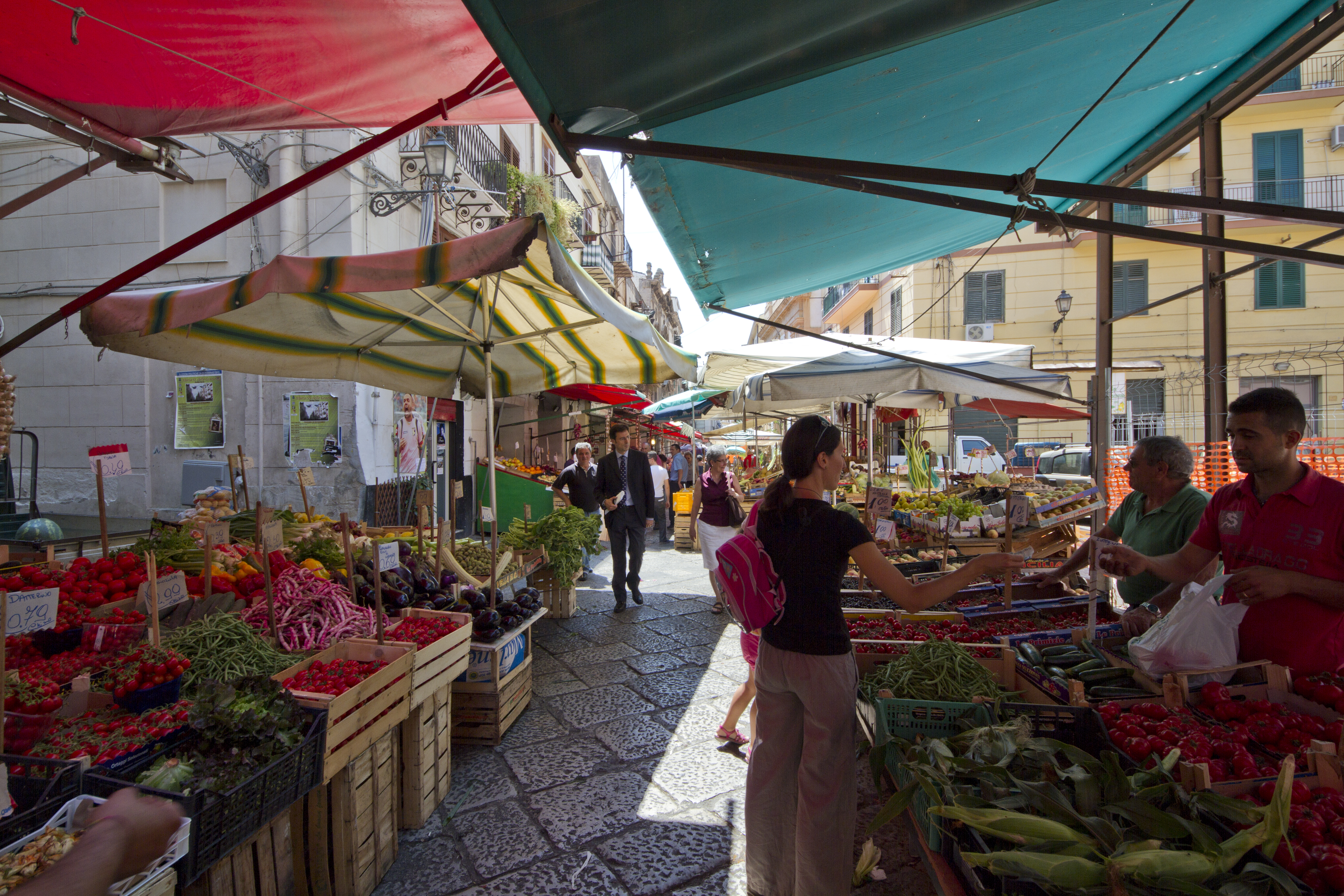
Zöldségesstandok és eladók
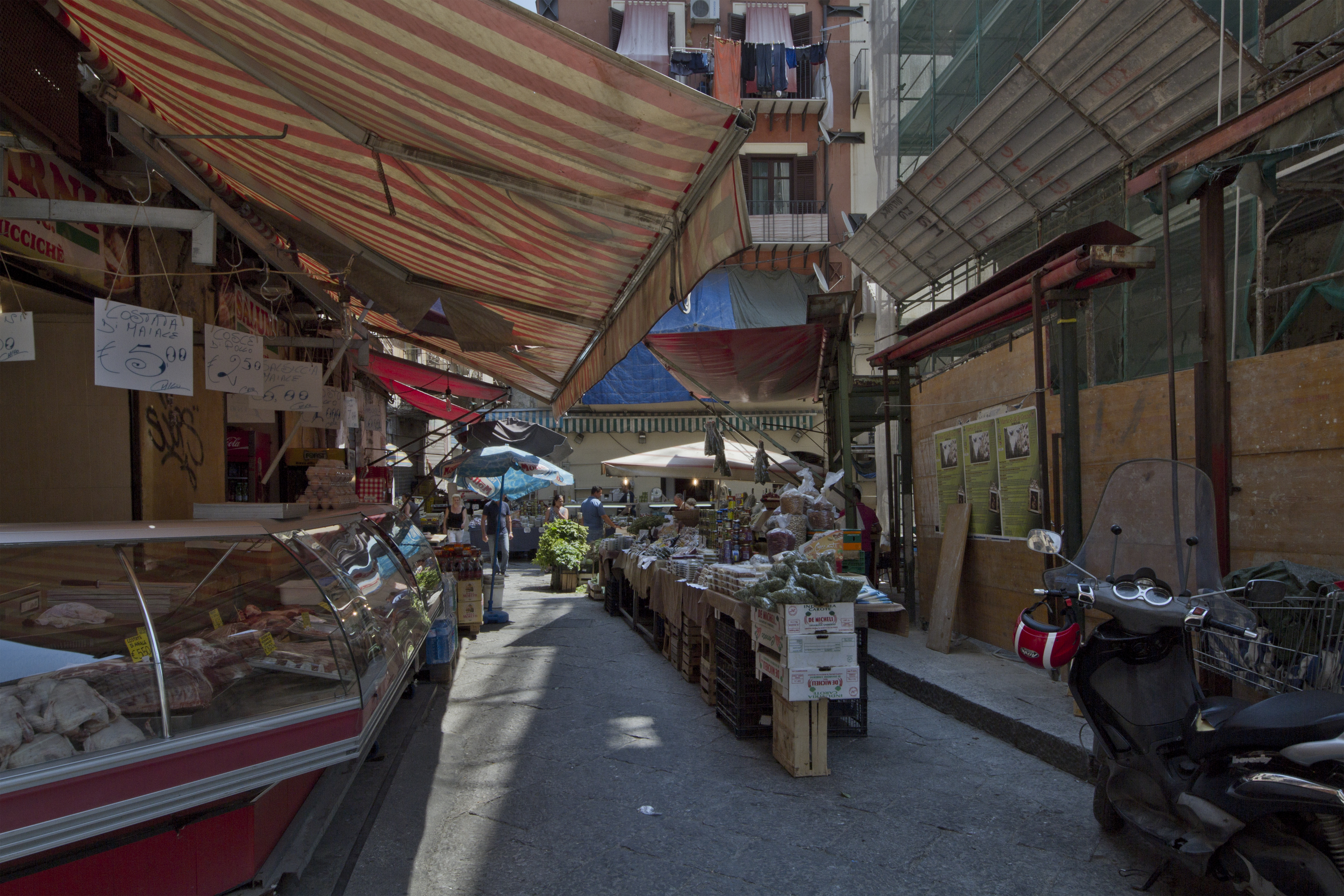
Húsételek
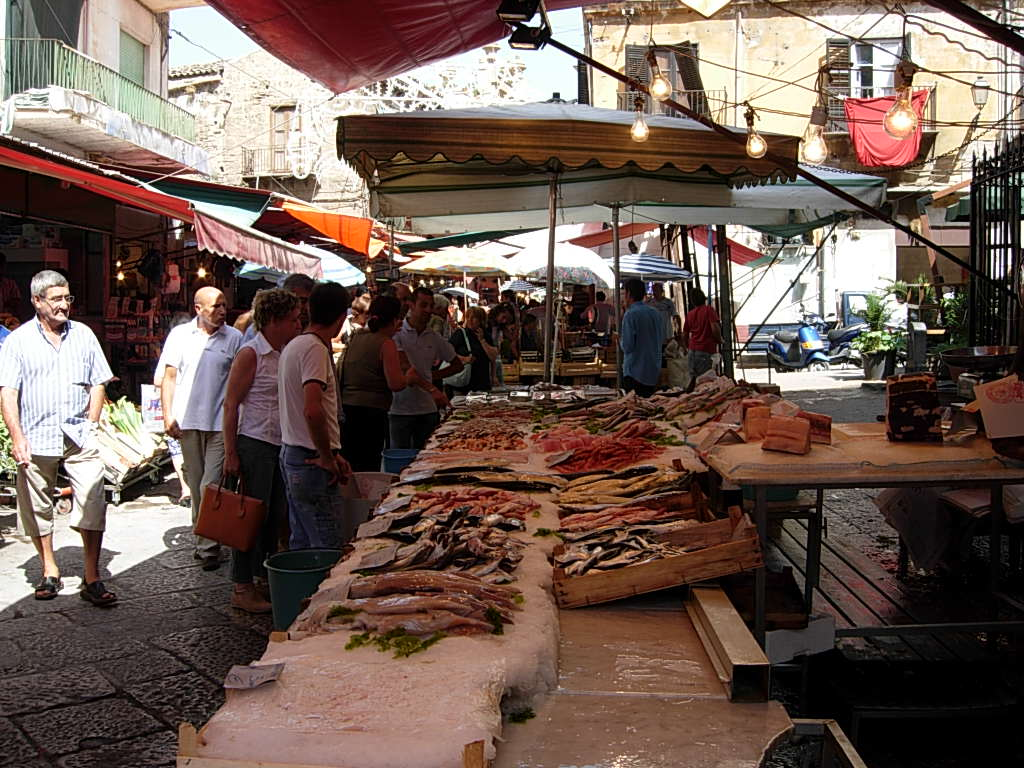
Halfélék standjai